# MS 1970

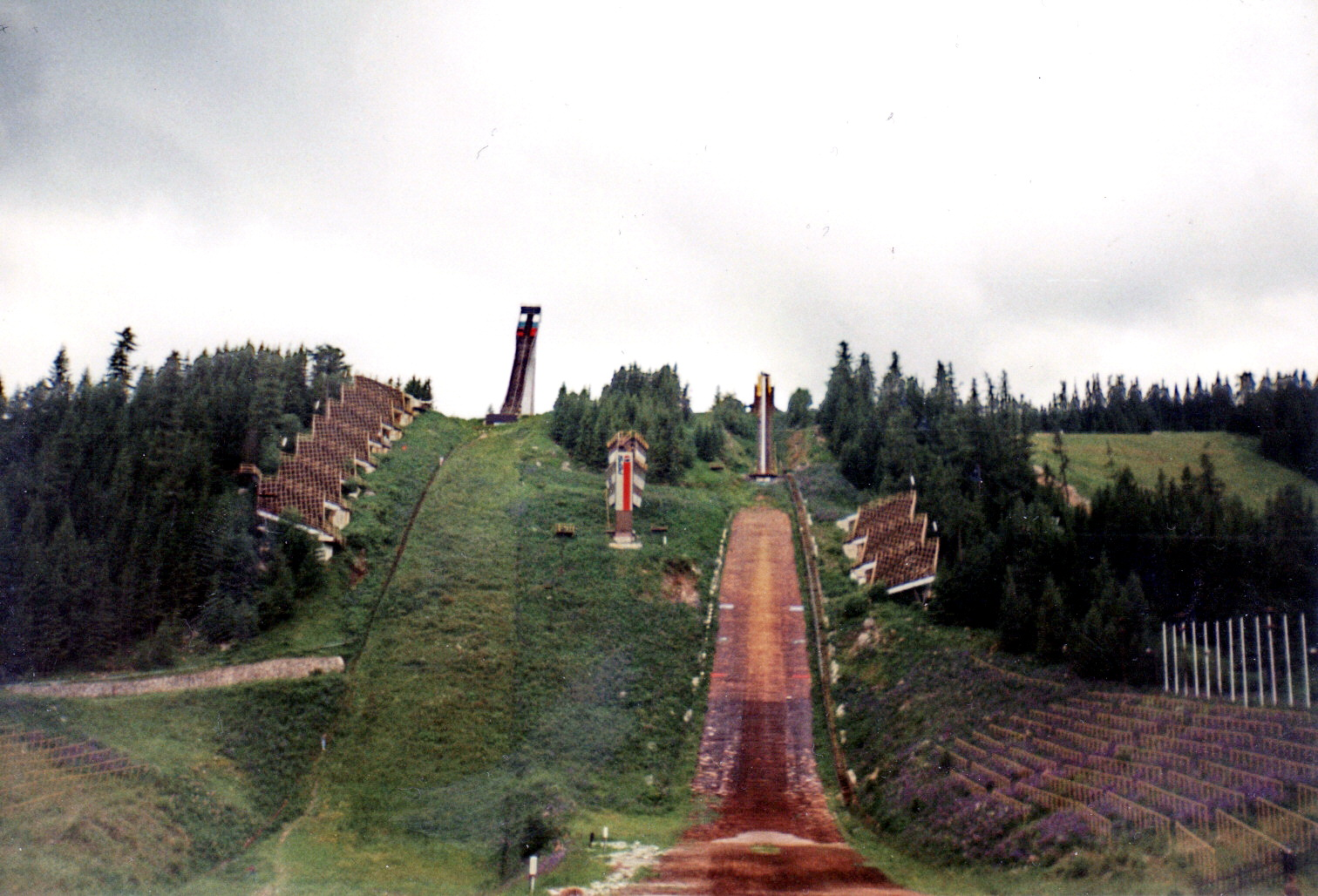
Backarna i Štrbské Pleso 1997.

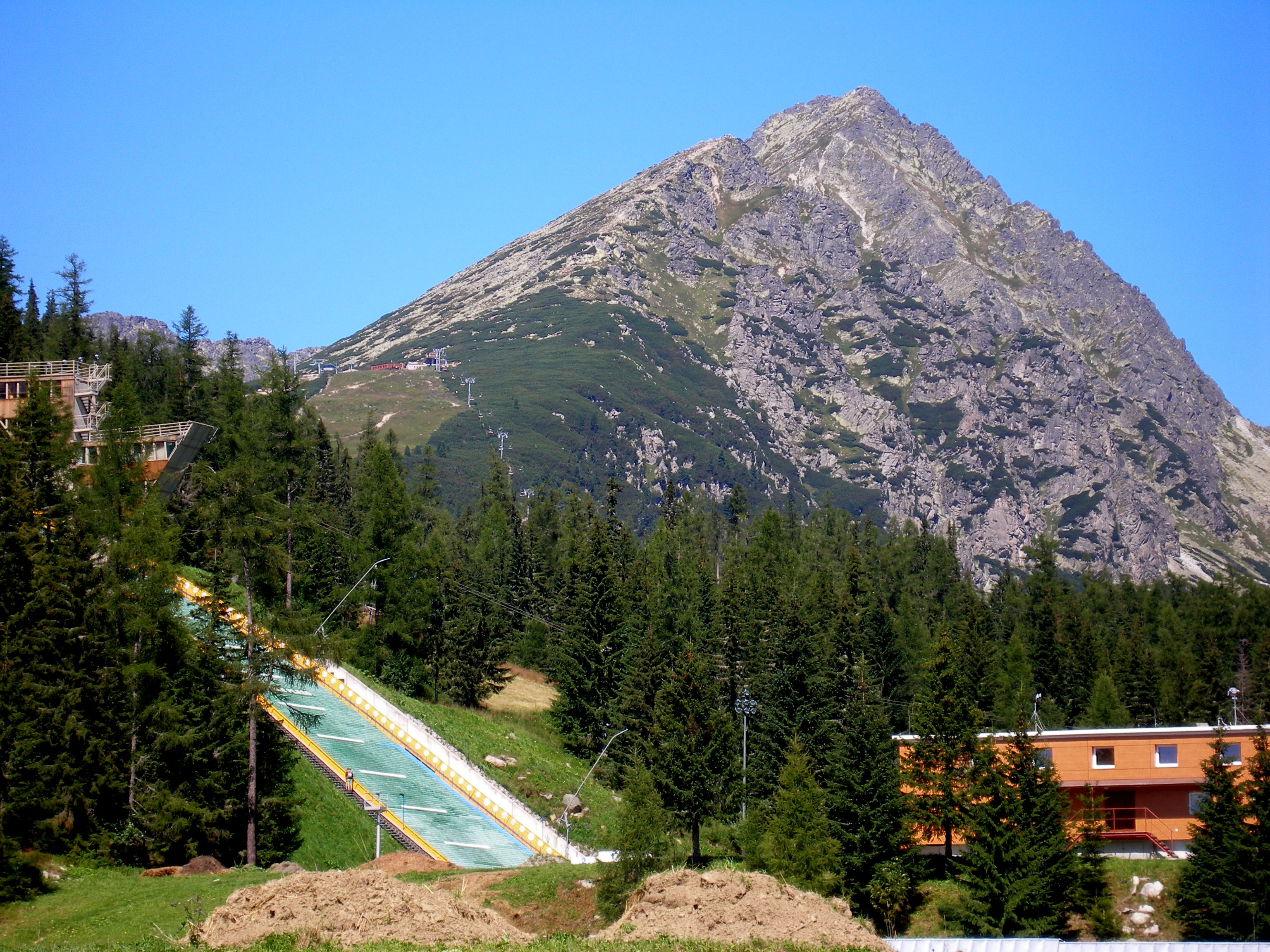
MS 1970 augusti 2011.

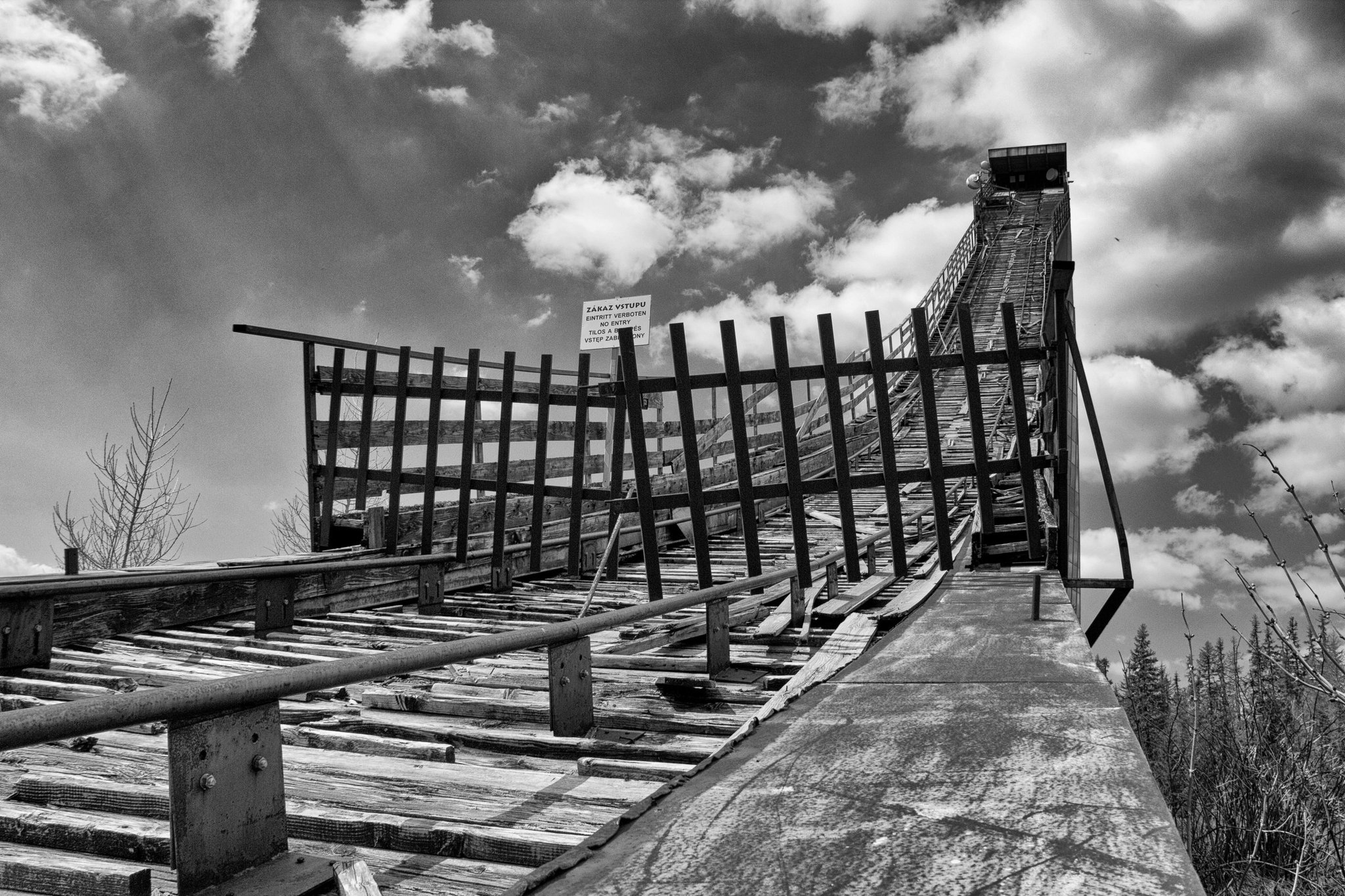
Tornet i stora backen.

MS 1970 är en backhoppsanläggning med två backar i Štrbské Pleso, en skid- och kurort i Vysoké Tatry i Slovakien. Backarna har K-punkt 120 meter (backstorlek 125 meter) och K-punkt 90 meter (backstorlek 100 meter). Anläggningen användes under Skid-VM 1970 och under Universiaden 1987 och 1999. Junior-VM i backhoppning arrangerades här 1990, 2000 och 2009.

## Historia
Första hoppbacken i Štrbské Pleso byggdes i Klát och tjeckoslovakiska mästerskapen 1920 arrangerades där. Orten tilldelades Skid-VM 1935. Tjeckiske arkitekten Karel Jarolímek konstruerade en ny backe som byggdes 1932 och som uppkallades efter honom. Sigmund Ruud från Norge hoppade 32 meter i Jarolímek. Backen byggdes om inför Skid-VM 1936 som arrangerades i Vysoké Tatry. Backhoppstävlingen i VM 1935 vanns av norrmannen Birger Ruud före landsmännen Reidar Andersen och Alf Andersen. Tornet i backen skadades under tävlingssäsongen 1939/1940 och ständiga reparationer utfördes sedan varje år. Hoppbacken Jarolímek revs 1962. Inför Skid-VM 1970 byggdes två nya backar, MS 1970 A (K110, klar 1969) och MS 1970 B (K88, klar 1967). MS 1979 B försågs med plastmattor 1982. 1984 ombyggdes MS 1970 A till en K114-backe och fyra år senare till K120. MS 1970 B ombyggdes till K90 1998. Sista världscuptävlingen i stora backen arrangerades 2001 (i nordisk kombination). Stora backen är för närvarande avstängd, men planer finns att modernisera och återöppna backen.

## Backrekord
Backrekordet i stora backen tillhör Sergej Bobrov från Vitryssland som hoppade 128,5 meter under Universiaden 29 januari 1999. I normalbacken sattes backrekordet under Junior-VM 6 februari 2009 av norrmannen Kenneth Gangnes som hoppade 100,0 meter. Backrekordet på plast tillhör Dawid Kowal från Polen som i en FIS-tävling 13 september 2009 hoppade 102,5 meter. Anna Häfele från Tyskland håller gällande backrekord för kvinnor. Hon hoppade 97,0 meter under Junior-VM 6 februari 2009.

## Viktiga tävlingar
| Datum            | Vinnare                                                                         | Andra plats                                                        | Tredje plats                                                                     | Tävling                            |
| ---------------- | ------------------------------------------------------------------------------- | ------------------------------------------------------------------ | -------------------------------------------------------------------------------- | ---------------------------------- |
| 13 februari 1935 | Birger Ruud, Norge                                                              | Reidar Andersen, Norge                                             | Alf Andersen, Norge                                                              | Skid-VM 1935                       |
| 14 februari 1970 | Garij Napalkov, Sovjetunionen                                                   | Yukio Kasaya, Japan                                                | Lars Grini, Norge                                                                | Skid-VM 1970, normalbacke          |
| 21 februari 1970 | Garij Napalkov, Sovjetunionen                                                   | Jiří Raška, Tjeckoslovakien                                        | Stanisław Gąsienica Daniel, Polen                                                | Skid-VM 1970, stor backe           |
| 24 mars 1980     | Masahiro Akimoto, Japan                                                         | Peter Leitner, Västtyskland                                        | Hirokazu Yagi, Japan                                                             | Världscup, normalbacke             |
| 25 mars 1980     | Armin Kogler, Österrike                                                         | Hans Millonig, Österrike                                           | Hubert Neuper, Österrike                                                         | Världscup, stor backe              |
| 19 mars 1982     | Ole Bremseth, Norge                                                             | Piotr Fijas, Polen                                                 | Jeff Hastings, USA                                                               | Världscup, normalbacke             |
| 20 mars 1982     | Ole Bremseth, Norge                                                             | Olav Hansson, Norge                                                | Johan Sætre, Norge                                                               | Världscup, stor backe              |
| 23 mars 1985     | Matti Nykänen, Finland                                                          | Richard Schallert, Österrike                                       | Vegard Opaas, Norge                                                              | Världscup, normalbacke             |
| 24 mars 1985     | Matti Nykänen, Finland                                                          | Ernst Vettori, Österrike                                           | Richard Schallert, Österrike                                                     | Världscup, stor backe              |
| 10 januari 1987  | Vegard Opaas, Norge                                                             | Andreas Felder, Österrike                                          | Ari-Pekka Nikkola, Finland                                                       | Världscup, normalbacke             |
| 11 januari 1987  | Ulf Findeisen, Östtyskland                                                      | Ole Gunnar Fidjestøl, Norge                                        | Ernst Vettori, Österrike                                                         | Världscup, stor backe              |
| 29 mars 1990     | Heinz Kuttin, Österrike                                                         | Roberto Cecon, Italien                                             | Tomáš Raszka, Tjeckoslovakien                                                    | Junior-VM, normalbacke             |
| 30 mars 1990     | Österrike Heinz Kuttin Werner Rathmayr Herwig Millonig Alexander Pointner       | Finland Esa Könönen Riku Äyri Mika Laitinen Marko Haarala          | Jugoslavien Damjan Fras Sašo Komovec Tomaz Knafelj Franci Petek                  | Junior-VM, lagtävling, normalbakke |
| 30 mars 1991     | Stefan Zünd, Schweiz                                                            | Mikael Martinsson, Sverige                                         | Raimo Ylipulli, Finland                                                          | Världscup, stor backe              |
| 25 januari 2000  | Österrike Martin Koch Christian Nagiller Florian Liegl Stefan Kaiser            | Norge Thomas Lobben Erik Leine Wangen David Andersen Anders Bardal | Finland Veli-Matti Lindström Juha-Matti Ruuskanen Akseli Lajunen Kimmo Yliriesto | Junior-VM, lagtävling, normalbacke |
| 25 januari 2000  | Inställd                                                                        | Inställd                                                           | Inställd                                                                         | Junior-VM, normalbacke             |
| 5 februari 2009  | Lukas Müller, Österrike                                                         | Maciej Kot, Polen                                                  | Ville Larinto, Finland                                                           | Junior-VM, normalbacke             |
| 6 februari 2009  | Österrike Thomas Thurnbichler Michael Hayböck Florian Schabereiter Lukas Müller | Tyskland Tobias Bogner Felix Schoft Danny Queck Pascal Bodmer      | Polen Andrzej Zapotoczny Jakub Kot Grzegorz Miętus Maciej Kot                    | Junior-VM, lagtävling, normalbacke |